# Radar bars

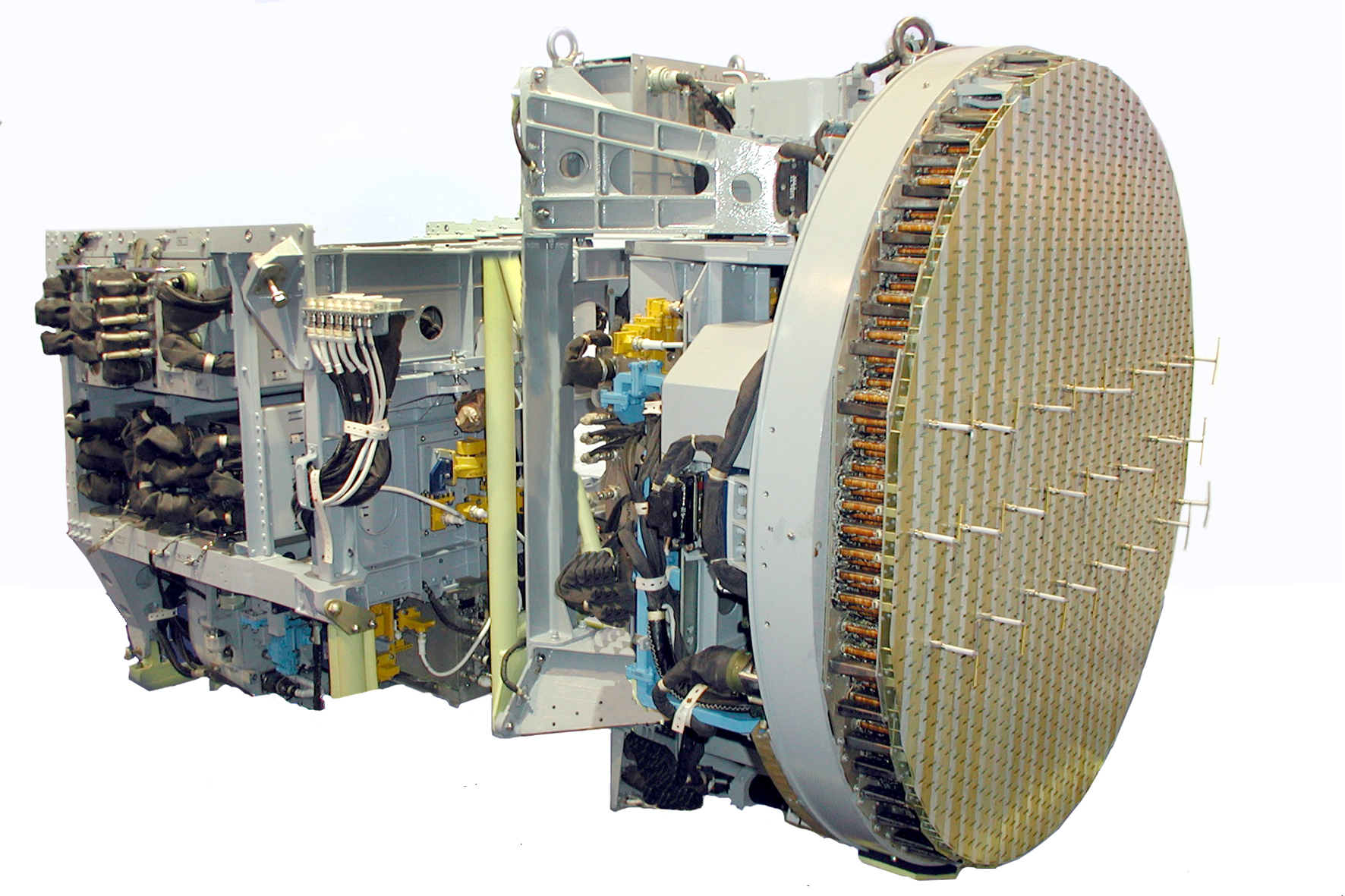
Radar N011Bars PESA

O Radar Bars é uma família de radares russos (antiga URSS) multiuso para todas condições climáticas desenvolvido pelo Instituto Científico de Pesquisas de Design de Instrumentos Tikhomirov para caças multiuso como o Su-27 e MiG-29.

## N011
O primeiro membro da série de radares Bars foi o N011, o qual foi originalmente um radar de pulso doppler banda X desenvolvido para o Su-27. Na sua forma original, o N-11 realizava o escaneamento mecânico de matriz plana com 960 mm de diametro, ±85 graus de escaneamento por setor. O ápice de saída de energia é de 8 kW com média de 2 kW. O N011 possui baixa capacidade de ampliação de ruídos UHF, sendo o sinal totalmente digitalizado pela unidade de processamento com computadores de reprogramação digital.
O requisito original de rastrear simultaneamente 20 anos e engajar 8 de 20 demonstrou-se impossível para ser alcançado devido ao capacidade tecnológica soviética do período,mas o N011 era capaz de rastrear 13 alvos simultaneamente e engajar 4. Tais características foram subsequentemente atualizadas para 15 alvos rastreáveis e engajamento de 6. O alcance máximo de detecção em operações ar-ar era de 400 km quando utilizado Sistema Aéreo de Alerta e Controle, e em operações de interceptação o alcance típico do caça era de 140 km na dianteira e 65 km na traseira.
Em operações ataque ao solo, o N011 tem capacidade de operar 5 em modo alvos em terra e 4 em marítimos, incluindo mapeamento terrestre. O máximo de alcance em operações contra porta-aviões é de 200 km.

## N011M
O segundo membro da família de radares Bars é o N011M, tendo como característica o uso de escaneamento eletrônico anexado na antena, mas com experiência ganha do desenvolvimento do N007 Zaslon. Foi um esforço para melhorar a performance mudando o design da antena com um Radar passivo de escaneamento eletrônico multicanal. O design da antena no N011M é similar ao presente no N007, consistindo de duas antenas separadas com controles eletrônicos de raios, um de banda X e outro de Banda L para transponder IFF; totalizando o peso de 100 kg e diâmetro de 960 mm. O radar possui ápice de saída de energia em 4-5 kW, sendo capaz de posicionar raios em 400 milissegundos, o que é uma grande vantagem para radares mecânicos. O radar Bars pode ser fixado em posições que proporcione o escaneamento de setores de ±70 graus azimute e ±45 graus em elevação. Para melhorar a área de alcance, o radar também pode ser montado em dispositivos eletromecânicos, aumentando os setores até ±90 graus.
O processador de sinal programável de 28 MHz Ts200 utilizado no N011M incorpora o Fourier transforma o tipo de "borboleta" capaz de 75 milhões de operações por segundo. O N011M suporta processamento de sinal usando 3 processadores de 16 MB ambos estáticos e uma memória flash O ápice de saída é de 4 a 5  kW com média de 1.2 kW, e o peso total do sistema de radar é em torno de 650 kg. o N011M foi utilizado no Sukhoi Su-30MKI, e o contrato para seu uso feito em três fases. O software inicial MK1 foi testado em 2002 e suplementado para as primeiras derivações ao Su-30MKI. A Índia supostamente construiu ambos sinais programáveis e informações de processamento sobre o projeto "Vetrival" para substituir os componentes originais russos, mas falhou para realizar a a tarefa dentro do tempo, então o MK2 ainda é usado com componentes russos. Em 2004, a Índia entregou o computador de radar Vetrivale baseado em arquitetura i960. É importante notar que o N011M não é simplesmente um PESA, mas uma transição entre PESA o AESA que adota tecnologia de ambos: cada um possui um transceptor de raio na antena para cada amplificador de receptor do N011M, o qual é o mesmo que um AESA, com nível de ruído de 3dB. Contudo, para transmissão, o N011M usa tecnologia PESA com um único tubo de onda progressiva usado para o transmissor EGSP-6A. Há três canais de recebimento para o N011M.
O N011M possui alcance de buscas de 400 km e de rastreio de 200 km, com 60 km para a parte traseira em modo de voo. O alcance de detecção do caça MiG-29 em área de revisão sobre 300 sq. deg:
- dentro da área central - até 140 km;
- fora da área - até 60 km. Tem capacidade de rastreamento de até 15 alvos de uma só vez em modo TWS com até 4 desses sendo engajados. O N011M pode ser usado como número para alcance curto e diferentes modos de velocidades e é capaz de identificar tipos e números de múltiplas aeronaves. O radar Bars é compatível com os R-77 e R-27, providenciando iluminação e guia data-link assim como guia IR para o R-73.
Em modo de ataque a superfície, o radar é capaz de realizar detecção de alvos moveis MTI, determinando suas localizações e mantendo rastreamento de dois alvos ao mesmo tempo. O N011M é capaz de detectar um grupo de tanques no alcance máximo de 40–50 km e um destróier a 80–120 km. Bars também possuí componentes em modo de mapeamento usando tanto raios laser reais quando raios doppler ou radar de abertura sintética com resolução máxima de 10 metros. O míssil anti-radiação Kh-31 também é compatível com o radar.

## 
1. 1 2 3 4 5 6  «Tikomirov Website»
2. ↑  PICTURES & DOCS/Overscan's guide to Russian Military Avionics.htm Russia's Arms 2001-2002 Verifique valor |url= (ajuda). Moscou: Military Parade Ltd. 2001[ligação inativa]
3. 1 2 3  «Rosoboronexport Catalogue». Consultado em 3 de setembro de 2016. Arquivado do original em 3 de dezembro de 2006
4. 1 2  Радиолокационная система управления «Барс» для истребителей Су-30МКИ (МКА, МКМ), Су-30СМ
5. ↑  Jane's Radar And Electronic Walfare Systems, pp.2089